# Íñigo Fernández de Velasco y Mendoza
Íñigo Fernández de Velasco y Mendoza (1462 - 17 de septiembre de 1528), IV conde de Haro, III condestable de Castilla, II duque de Frías. Veterano de las guerras de Granada y de las Alpujarras. Uno de los primeros españoles condecorados con el Toisón de Oro. Camarero y copero mayor de Carlos I de España. Hijo de Pedro Fernández de Velasco y Manrique de Lara y Mencía de Mendoza.
Convirtió la iglesia de Santa María de Mercado de Berlanga en Colegiata.

## Vida

### Matrimonio con María de Tovar
Su padre le comprometió en matrimonio con María de Tovar tras llegar a un acuerdo con su tutor, el obispo de Cuenca. El fin era defender los derechos de María ante su hermano Juan y posteriormente de sus sobrinos que intentaban hacerse con la herencia de su padre, Luis de Tovar, con el falso pretexto de que el mayorazgo había excluido anteriormente a las hembras. En 1482 prepararon las capitulaciones matrimoniales, con la condición de que solicitasen al pontífice Sixto IV la dispensa matrimonial, que Pedro de Velasco diera anualmente a Íñigo 400 000 maravedís o en su defecto la villa de Villadiego y su merindad para sostener el matrimonio (ya que María aportaba al matrimonio la Casa de Tovar y las villas de Berlanga y Gelves, junto con la posibilidad de añadir otras), además de entregarle los lugares de Gandul y Marchenilla (situados en la campiña de Sevilla) una vez que falleciese Isabel de Cuadros, viuda de su tío Alfonso de Velasco. Las arras prometidas por Íñigo a María se fijaron en un millón de maravedís, que su padre se obligaba a pagar hipotecando Santo Domingo de Silos. Quince días antes del casamiento María recibiría todas sus ropas de vestir y aderezos según su estado y condición, así como las de sus dueñas y doncellas. Además el Obispo y Pedro concluyeron dejar en manos de Isabel la Católica las armas y apellido de los Tovar, que recibiría el primogénito del matrimonio.
Poco después de contraer matrimonio participó en la conquista de Granada, acompañando a la hueste de su padre.

### Disputas con su hermano por la herencia de su padre
Tras la muerte de su padre en enero de 1492, se enfrenta a problemas con su hermano Bernardino Fernández de Velasco y Mendoza por la herencia de su padre, ya que Bernardino se apoderó del testamento antes de que fuese sellado por el escribano, alterando algunas partes que dejaban a sus hermanos sin la legítima y los bienes de libre disposición que les había asignado su padre. Íñigo protestó exigiendo los lugares de Gandul y Marchenilla y la villa de Villadiego que habiéndole prometido su padre le había arrebatado su hermano. Aunque Bernardino se negó en un principio debido a que afirmaba que su padre la había declarado heredero universal de sus bienes, finalmente llegaron a un acuerdo, cuya clave era la posesión de Íñigo de los diezmos de la mar (entregados por su padre antes de morir en previsión de desavenencias con su hermano, a fin de que pudiese utilizarlos como garantía del cumplimiento de la herencia), ambicionados por Bernardino por los enormes ingresos que proporcionaba y que serían entregados a cambio. Gandul y Marchenilla interesaban a Íñigo porque añadía un territorio más a la villa de Gelves, aportado al matrimonio por la familia de su esposa.

### Adquisición de propiedades
María de Tovar en 1495 heredó de su abuela Inés de Guzmán la villa de Villalba del Alcor (Huelva).
En 1502 los príncipes Felipe y Juana le concedían una renta de Copero Mayor de 40 000 maravedís anuales de ración y quitación.
María estaba interesada en hacerse con Osma para ampliar los territorios que ya poseía en Berlanga. En 1507 Diego López Pacheco, segundo marqués de Villena, agobiado por las deudas, decidió desprenderse de Osma, por hallarse lejos del centro de sus principales posesiones. María ya le había comprado en 1505 un juro que tenía en las villas de Burgo de Osma, Ucero, Cabrejas y Aguilafuente. El 10 de marzo de 1507 llegaron a un acuerdo para la compra de Osma. El 27 de abril Alonso de Arévalo en nombre de María de Tovar tomaba posesión de la ciudad de Osma y de las aldeas de Valdenebro, Valdevelascoluengo, Valdenaharros, Navapalos, El Olmeda, Lodares y Valcervalejo.

### Creación de mayorazgo
El 26 de mayo de 1509 crea junto con su mujer un mayorazgo que incluye todas sus adquisiciones, para su primogénito Pedro, que debería tomar el apellido y las armas de los Tovar, reservándose durante sus vidas la posesión de estos bienes y la facultad de poder aumentar, alterar y fundar de nuevo el dicho mayorazgo. Este incluía las villas de Cuenca de Campos, Berlanga (con la casa llamada la Choza que habían construido en ella y otra casa de aposentamiento) y Gelves; los lugares de Gandul y Marchenilla; la ciudad de Osma y sus tierras; un juro de 112 500 maravedís sobre las villas de Burgo de Osma y los lugares de Husero y Cabrejas; y otro de 30 000 maravedís y cuarenta cargas de pan terciado situados sobre Villadiego dejado por el padre de Íñigo en su testamento. Este mayorazgo prohibía que se uniese con el de la Casa de Velasco y que en caso de fallecimiento del primogénito, pasaría a manos del siguiente hijo por edad y con preferencia de los varones, siempre que no hagan profesión de religión o entrada en orden religiosa salvo la de Santiago, ni fuese loco, ni mentecato, ni sordo, ni mudo, ni ciego, ni tullido de brazos o piernas, o gafo.
Este mayorazgo fue revocado en 1512 por sus fundadores.

### Más adquisiciones y recepción del mayorazgo de los Velasco
En 1511 la reina Juana le concedía un juro de 200 000 maravedís en las alcabalas de la ciudad de Soria.
En 1512 falleció su hermano Bernardino Fernández de Velasco y Mendoza. Al carecer de sucesión masculina y por la prohibición impuesta por Pedro Fernández II de Velasco al crear su mayorazgo en 1458 de la recepción de éste por hembras, Íñigo heredó de Bernardino todos sus títulos y el mayorazgo de los Velasco. Como este último pasaría a su primogénito al fallecer Íñigo, María pidió a su marido la revocación del mayorazgo creado en 1509, para mantener separados los bienes de los Tovar de los de los Velasco, de forma que se conservase la memoria de su linaje, a lo que Íñigo accedió.
En 1513 compró a Pedro de Tablares la alquería de La Tejada y todas sus tierras.

### Creación del mayorazgo de los Tovar
En 1517 María crea un mayorazgo para su segundo hijo Juan, que debería llevar las armas y el apellido de los Tovar y heredaría las villas de su linaje. Berlanga, Gelves, los lugares de Gandul y Marchenilla, la ciudad de Osma y el derecho de recuperar Astudillo.
Del mayorazgo fueron separadas Cuenca de Campos que fue vinculado por Íñigo al mayorazgo de los Velasco y Villalba del Alcor, que vendieron a su hijo Pedro por 13 333 333 maravedís.
En 1520 María incorporó al mayorazgo la Torre y la casa que ella hizo en Osma, un juro de 112 000 maravedís sobre las rentas de Calahorra, las villas de Berzosa, Alcubilla, la Granja de Valdealbín y la villa de Fresno (comprada a Luis de la Cerda por 1 550 000 maravedís).

### Toisón de Oro, adquisiciones y ventas
El 31 de octubre de 1517, como condestable de Castilla, sale a recibir en Becerril de Campos a Carlos I de Habsburgo, que había desembarcado en la playa de Tazones el 19 de septiembre e iba camino a Valladolid.
En 1518 Carlos I le entregó el Toisón de Oro, lo que motivó que popularmente se le empezara conocer como el Trígrafo de Cuzcurrita.
En 1526 compró al clérigo Francisco de Salinas un censo de 19 fanegas y media de pan terciado del censo que le correspondía sobre el concejo de Valcervalejo, por la mitad de la alquería de la Nava.
El 6 de abril de 1527 Íñigo y su esposa obtuvieron el permiso de Carlos I para enajenar la villa de Gelves, de la que se habían apoderado los Téllez-Girón. Dos meses después María vendía Gelves (probablemente por encontrarse lejos del resto de posesiones) a Jorge de Portugal, camarero mayor de Carlos I por 10 000 000 de maravedís, de los cuales 103 000 fueron pagados con un juro. Este dinero pasó a formar parte del mayorazgo de Tovar.

### Gobernador de los reinos hispánicos y enfrentamiento contra los comuneros
El 9 de septiembre Carlos I, por encontrarse de camino hacia Alemania, le nombró gobernador de España en unión del cardenal Adriano de Utrecht y del almirante de Castilla Fadrique Enríquez, combatiendo en la Guerra de las Comunidades de Castilla, y al mando de las huestes reales les derrotó en Villalar. Es conocida su respuesta a los comuneros que le pedían que no aceptase el cargo de regente, a lo que contestó que su casa se había hecho sirviendo a los reyes de Castilla, por lo que en defensa del emperador perdería la última gota de su sangre.
Fue Capitán General de Guipúzcoa y ayudó a Carlos I en sus guerras contra Francia. Tras la derrota de Francisco I encargaron a Íñigo la custodia de los delfines entregados al Emperador como garantía de que el tratado de Madrid de 1526 sería cumplido.

### Fallecimiento

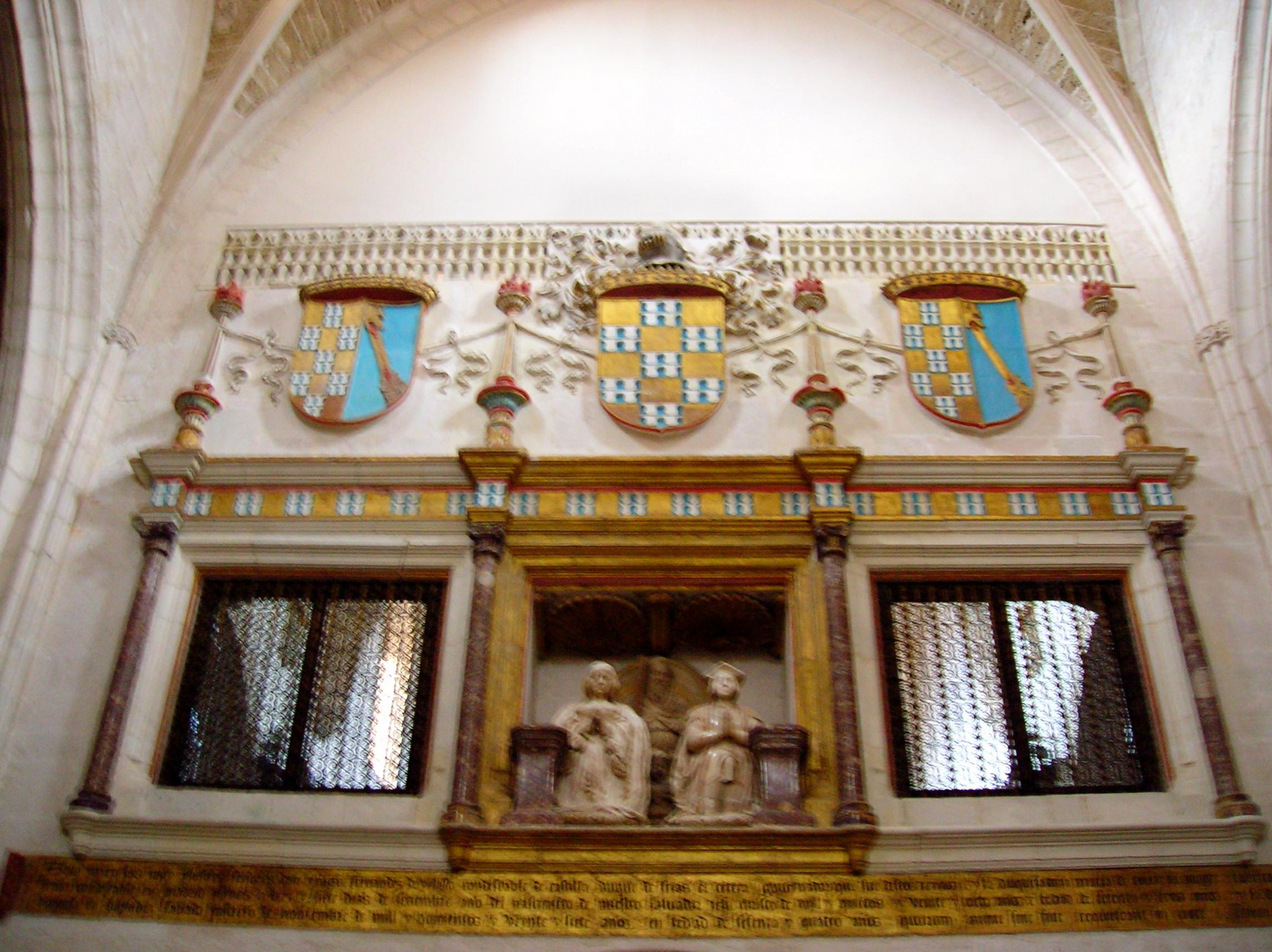
Frontis del coro y cuerpo central en el Monasterio de Santa Clara de Medina de Pomar, donde se encuentran los sepulcros de Íñigo Fernández de Velasco y Mendoza y su mujer, María de Tovar.

Hizo testamento en Burgos el 10 de enero de 1527. En él manda que le sepulten en la capilla del Condestable de la Catedral de Burgos ante el altar de Santa Ana, porque aunque había jurado enterrarse en el Monasterio de Santa Clara de Medina de Pomar, había logrado del Papa la relajación de este juramento para poderse enterrar donde quisiese.
El 30 de noviembre de 1527 falleció su esposa.
Cuatro días antes de su muerte había otorgado once codicilos. En uno de ellos ordenaba que le enterrasen en el Monasterio de Santa Clara de Medina de Pomar destinando 500 000 maravedís para sus exequias fúnebres.
En su mausoleo del Monasterio de Santa Clara se halla la inscripción:

Aquí yacen los muy ilustres señores don Iñigo Fernández de Velasco, Condestable de Castilla y Gobernador que fue destos reynos y la duquesa doña María de Tovar, su mujer. Falleció el dicho señor Condestable en Madrid, jueves a diecisiete días de sept.bre del nac.to de N. Ro Salvador Jesucristo de 1528, en edad de 66 años. Y la dicha S.Ra Duquesa en Ampudia, sábado postrero de noviembre de 1527 en edad de 64 años. Quorum anima sine fine. Requiescant in pace. Amen

En 1529 su hijo Juan de Tovar fue nombrado marqués de Berlanga por Carlos I, como agradecimiento de los servicios prestados por Íñigo a la Corona.

## Descendencia
Estuvo casado con María Tovar, señora de Berlanga, con quien tuvo seis hijos:
- Pedro Fernández de Velasco y Tovar, quien heredaría sus títulos.
- Juan de Tovar, primer marqués de Berlanga.
- Mencía de Velasco, condesa de Oñate. Fundadora del Hospital de Briviesca.
- María de Velasco, abadesa del monasterio de Santa Clara de Medina de Pomar.
- Isabel de Velasco, marquesa de Elche. Casada con Bernardino de Cárdenas, segundo duque de Maqueda.
- Juana de Velasco y Aragón. Madre de Íñigo de Borja y Velasco

También tuvo una hija natural:
- María Sáenz de Velasco, casada con el capitán español Pedro Martínez de Rivilla.